# Der Großfürst
Der Großfürst (OT: Le Grand Duc) ist ein Comic-Band der Lucky-Luke-Reihe. Er wurde von Morris gezeichnet und von René Goscinny getextet. Der Comic erschien zuerst 1973 in Fortsetzungen im französischen Magazin Pilote. und im gleichen Jahr als Album bei Dargaud. Die Veröffentlichung in deutscher Sprache unter dem Titel Lucky Luke: … und der Großfürst als dritter Lucky-Luke-Band des Koralle-Verlags erfolgte ebenfalls 1973. 1985 erschien er dann als Band 46 des Ehapa-Verlags (beziehungsweise zu Beginn: des Delta-Verlages, einer Kooperation von Ehapa und Dargaud).

## Handlung
Der russische Großfürst Leonid befindet sich mit seinem Adjutanten Fjodor Michailowitsch Bulenkow, Oberst der Garde seiner Majestät des Zaren, auf Staatsbesuch in den Vereinigten Staaten. Als begeisterter Leser der Romane Coopers und Sealsfields wünscht er das dort Gelesene persönlich zu erleben; den Wilden Westen mit der Prärie, den Indianern und den Banditen. Lucky Luke soll von Washington aus als sein Führer und Leibwächter fungieren. Er versucht sein Möglichstes, um die beiden Russen von allen Gefahren fernzuhalten, doch das bestimmende Wesen Leonids durchkreuzt seine Pläne immer wieder. Mit seinen Revolver oder mit List kann er die Lage meistens entschärfen, bis es schließlich dem gefürchteten Banditen Texas Ripper gelingt, den Großfürsten zu überfallen, während Lucky Luke gerade auf Patrouille ist; der Desperado ist jedoch zutiefst gerührt, inmitten der  Vereinigten Staaten auf Männer zu treffen, die aus der Heimat seines Vaters kommen, so dass russische Lieder statt Revolverschüssen am Lagerfeuer erklingen. Als der Großfürst am Ende der Reise einen Indianerkrieg mitzuerleben wünscht, organisiert Lucky Luke mit Hilfe einer Kavallerieeinheit einen fingierten Indianerüberfall. Der Großfürst kehrt beglückt und zufrieden nach Washington zurück.
Die größte Gefahr für Leib und Leben des Großfürsten geht allerdings nicht vom Wilden Westen oder seinen Bewohnern aus, sondern von einem russischen Anarchisten, der vier Bombenanschläge ausführt. Zu seinem Pech und dem Glück des Großfürsten explodieren seine Bomben aufgrund diverser Umstände zu früh oder zu spät und unbemerkt von Lucky Luke und seinen russischen Begleitern. Auf ein letztes Attentat verzichtet er, als er hört, dass der Zar persönlich die USA besuchen soll.

## Historischer Hintergrund

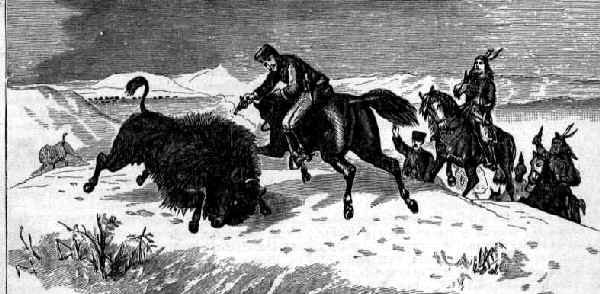
Der Großfürst bei der Büffeljagd

In den Jahren 1871/72 besuchte der russische Großfürst Alexei Alexandrowitsch Romanow die Vereinigten Staaten. Für ihn wurde ein Jagdausflug auf Büffel im Bundesstaat Nebraska organisiert. Dazu gehörten Folklore-Darbietungen der Sioux und eine Fahrt über die Prärie in einer Postkutsche. Die Organisatoren der Jagd waren die Generäle Philip Sheridan und George Armstrong Custer sowie der als Buffalo Bill bekannte William F. Cody, der in mehreren Lucky-Luke-Bänden, wie Der Pony-Express, Der singende Draht und Der Daily Star auftritt.
Der Vater Alexei Alexandrowitschs, Zar Alexander II. wurde nach mehreren Anschlägen russischer Anarchisten 1881 durch eine Bombe getötet. Sein Bruder Sergei Alexandrowitsch Romanow fiel 1905 ebenfalls einem Bombenanschlag zum Opfer.

## Verfilmung
Der Großfürst wurde 1984 als 13. Episode der Zeichentrickserie Lucky Luke verfilmt.

## Nachweise
1. ↑  Veröffentlichungen in Pilote 1973
2. ↑  Der Großfürst im comicguide
3. ↑  Le Grand Duc (französisch) (Memento vom 5. Juli 2008 im Internet Archive)
4. ↑  LEO Russisch-Deutsch
5. ↑  Le grand duc bei IMDb